# Liste der Mitglieder des Repräsentantenhauses im 118. Kongress der Vereinigten Staaten
- Dem.: 213
- Rep.: 222

Sitzverteilung im Repräsentantenhaus des 118. Kongresses nach Wahlkreisen. Kräftige Farben: Übernahme bzw. Hinzugewinn durch die jeweilige Partei.

Der 118. Kongress der Vereinigten Staaten wurde am 8. November 2022 gewählt und konstituierte sich am 3. Januar 2023. Die Republikanische Partei konnte eine knappe Mehrheit im Repräsentantenhaus der Vereinigten Staaten erringen.

## Änderungen während der Legislaturperiode
- Virginia, 2. Kongresswahlbezirk
  - Der Abgeordnete Donald McEachin wurde wiedergewählt, verstarb aber am 28. November 2022, also noch vor der Konstituierung des Parlaments am 3. Januar 2023. Die Nachwahl wurde für den 21. Februar 2023 angesetzt und wurde von der Demokratin Jennifer McClellan gewonnen.[2][3]
- Rhode Island, 1. Kongresswahlbezirk
  - Der Abgeordnete David Cicilline kündigte am 21. Februar 2023 an, zum 1. Juni 2023 freiwillig aus dem Kongress auszuscheiden, um neuer Vorsitzender der Rhode Island Foundation zu werden.[4] Die Nachwahl am 7. November 2023 gewann der Demokrat Gabe Amo.
- Utah 2. Bezirk
  - Der Abgeordnete Chris Stewart trat am 15. September 2023 zurück. Als Grund nannte er Gesundheitsprobleme seiner Frau. Die Nachwahl am 21. November 2023 gewann Stewards vorherige Mitarbeiterin Celeste Maloy.[5]
- New York 3. Bezirk
  - George Santos wurde am 1. Dezember 2023 nach dem Bericht der Ethikkommission und einer Anklage wegen Finanzvergehen aus dem Parlament  ausgeschlossen.[6]  Bei der Nachwahl am 13. Februar 2024 wurde der Demokrat Tom Suozzi gewählt.
- Kalifornien 20. Bezirk
  - Kevin McCarthy kündigte nach seiner Abwahl als Sprecher an das Parlament zum Ende des Jahres 2023 zu verlassen. Die Nachwahl wurde auf den 21. Mai festgelegt.[7]   Es wurde der Republikaner Vince Fong gewählt.[8]
- New York 26. Bezirk
  - Brian Higgins trat a 13. Februar 2023 zurück um Präsident des Shea’s Performing Arts Center zu werden. Die Nachwahl am 30. April gewann der Demokrat Tim Kennedy.[9]
- Colorado 4. Bezirk
  - Ken Buck  trat zum 22. März 2024 zurück; als Grund nannte er die Dysfunktionalität des Parlaments.[10] Der Termin der Nachwahl wurde auf den  25. Juni festgelegt, den gleichen Termin wie die Vorwahl für die reguläre Wahl.[11]
- Ohio 6, Bezirk
  - Bill Johnson  gab am 2. Januar 2024 bekannt, dass er zum 21 des Monats zurücktreten werde, um  Präsident der  Youngstown State University zu werden.[12] In der Nachwahl am 11. Juni wurde der Republikaner Michael Rulli gewählt.[13]
- Wisconsin 8. Bezirk
  - Im März 2024 gab Mike Gallagher seinen vorzeitigen Rücktritt zum 17. April bekannt.[14] Die Nachwahl fand mit den Wahlen für die nächste Legislaturperiode im November 2024 statt. Dabei gewann der Republikaner Tony Wied und wurde am 12. November 2024 vereidigt.[15]
- New Jersey 10. Bezirk
  - Donald Payne verstarb am 24. April 2024 an einem Herzinfarkt.[16]
- New Jersey  9. Bezirk
  - Bill Pascrell verstarb am 21. August 2024 im Alter von 87 Jahren. Die demokratische Vorwahl für die Wahl zum Repräsentantenhaus im November 2024 hatte er bereits gewonnen.[17]

## Liste der Abgeordneten
Die Zahlen geben die jeweiligen Kongresswahlbezirke an. Die Staaten Alaska, Delaware, North und South Dakota, Vermont und Wyoming stellen jeweils nur einen Abgeordneten in einem Gesamtwahlbezirk („at-large“-Bezirk).
Alabama
1. Jerry Carl (R)
2. Barry Moore (R)
3. Mike D. Rogers (R)
4. Robert Aderholt (R)
5. Dale Strong (R)
6. Gary Palmer (R)
7. Terri Sewell (D)
Alaska
Mary Peltola (D)
Arizona
1. David Schweikert (R)
2. Eli Crane (R)
3. Ruben Gallego (D)
4. Greg Stanton (D)
5. Andy Biggs (R)
6. Juan Ciscomani (R)
7. Raúl Grijalva (D)
8. Debbie Lesko (R)
9. Paul Gosar (R)
Arkansas
1. Rick Crawford (R)
2. French Hill (R)
3. Steve Womack (R)
4. Bruce Westerman (R)
Colorado
1. Diana DeGette (D)
2. Joe Neguse (D)
3. Lauren Boebert (R)
4. Vakant
5. Doug Lamborn (R)
6. Jason Crow (D)
7. Brittany Pettersen (D)
8. Yadira Caraveo (D)
Connecticut
1. John Larson (D)
2. Joe Courtney (D)
3. Rosa DeLauro (D)
4. Jim Himes (D)
5. Jahana Hayes (D)
Delaware
Lisa Blunt Rochester (D)
Florida
1. Matt Gaetz (R)
2. Neal Dunn (R)
3. Kat Cammack (R)
4. Aaron Bean (R)
5. John Rutherford (R)
6. Michael Waltz (R)
7. Cory Mills (R)
8. Bill Posey (R)
9. Darren Soto (D)
10. Maxwell Frost (D)
11. Daniel Webster (R)
12. Gus Bilirakis (R)
13. Anna Paulina Luna (R)
14. Kathy Castor (D)
15. Laurel Lee (R)
16. Vern Buchanan (R)
17. Greg Steube (R)
18. Scott Franklin (R)
19. Byron Donalds (R)
20. Sheila Cherfilus-McCormick (D)
21. Brian Mast (R)
22. Lois Frankel (D)
23. Jared Moskowitz (D)
24. Frederica Wilson (D)
25. Debbie Wasserman Schultz (D)
26. Mario Diaz-Balart (R)
27. María Elvira Salazar (R)
28. Carlos A. Giménez (R)
Georgia
1. Buddy Carter (R)
2. Sanford Bishop (D)
3. Drew Ferguson (R)
4. Hank Johnson (D)
5. Nikema Williams (D)
6. Rich McCormick (R)
7. Lucy McBath (D)
8. Austin Scott (R)
9. Andrew Clyde (R)
10. Mike Collins (R)
11. Barry Loudermilk (R)
12. Rick W. Allen (R)
13. David Scott (D)
14. Marjorie Taylor Greene (R)
Hawaii
1. Ed Case (D)
2. Jill Tokuda (D)
Idaho
1. Russ Fulcher (R)
2. Mike Simpson (R)
Illinois
1. Jonathan Jackson (D)
2. Robin Kelly (D)
3. Delia Ramirez (D)
4. Chuy García (D)
5. Michael Quigley (D)
6. Sean Casten (D)
7. Danny K. Davis (D)
8. Raja Krishnamoorthi (D)
9. Jan Schakowsky (D)
10. Brad Schneider (D)
11. Bill Foster (D)
12. Mike Bost (R)
13. Nikki Budzinski (D)
14. Lauren Underwood (D)
15. Mary E. Miller (R)
16. Darin LaHood (R)
17. Eric Sorensen (D)
Indiana
1. Frank J. Mrvan (D)
2. Rudy Yakym (R)
3. Jim Banks (R)
4. Jim Baird (R)
5. Victoria Spartz (R)
6. Greg Pence (R)
7. André Carson (D)
8. Larry Bucshon (R)
9. Erin Houchin (R)
Iowa
1. Mariannette Miller-Meeks (R)
2. Ashley Hinson (R)
3. Zach Nunn (R)
4. Randy Feenstra (R)
Kalifornien
1. Doug LaMalfa (R)
2. Jared Huffman (D)
3. Kevin Kiley (R)
4. Mike Thompson (D)
5. Tom McClintock (R)
6. Ami Bera (D)
7. Doris Matsui (D)
8. John Garamendi (D)
9. Josh Harder (D)
10. Mark DeSaulnier (D)
11. Nancy Pelosi (D)
12. Barbara Lee (D)
13. John Duarte (R)
14. Eric Swalwell (D)
15. Kevin Mullin (D)
16. Anna Eshoo (D)
17. Ro Khanna (D)
18. Zoe Lofgren (D)
19. Jimmy Panetta (D)
20. Vince Fong  (R)
21. Jim Costa (D)
22. David Valadao (R)
23. Jay Obernolte (R)
24. Salud Carbajal (D)
25. Raul Ruiz (D)
26. Julia Brownley (D)
27. Mike Garcia (R)
28. Judy Chu (D)
29. Tony Cardenas (D)
30. Adam Schiff (D)
31. Grace Napolitano (D)
32. Brad Sherman (D)
33. Pete Aguilar (D)
34. Jimmy Gomez (D)
35. Norma Torres (D)
36. Ted Lieu (D)
37. Sydney Kamlager-Dove (D)
38. Linda Sánchez (D)
39. Mark Takano (D)
40. Young Kim (R)
41. Ken Calvert (R)
42. Robert Garcia (D)
43. Maxine Waters (D)
44. Nanette Barragán (D)
45. Michelle Steel (R)
46. Lou Correa (D)
47. Katie Porter (D)
48. Darrell Issa (R)
49. Mike Levin (D)
50. Scott Peters (D)
51. Sara Jacobs (D)
52. Juan Vargas (D)
Kansas
1. Tracey Mann (R)
2. Jake LaTurner (R)
3. Sharice Davids (D)
4. Ron Estes (R)
Kentucky
1. James Comer (R)
2. Brett Guthrie (R)
3. Morgan McGarvey (D)
4. Thomas Massie (R)
5. Hal Rogers (R)
6. Andy Barr (R)
Louisiana
1. Steve Scalise (R)
2. Troy Carter (D)
3. Clay Higgins (R)
4. Mike Johnson (R)
5. Julia Letlow (R)
6. Garret Graves (R)
Maine
1. Chellie Pingree (D)
2. Jared Golden (D)
Maryland
1. Andrew P. Harris (R)
2. Dutch Ruppersberger (D)
3. John Sarbanes (D)
4. Glenn Ivey (D)
5. Steny Hoyer (D)
6. David Trone (D)
7. Kweisi Mfume (D)
8. Jamie Raskin (D)
Massachusetts
1. Richard Neal (D)
2. Jim McGovern (D)
3. Lori Trahan (D)
4. Jake Auchincloss (D)
5. Katherine Clark (D)
6. Seth Moulton (D)
7. Ayanna Pressley (D)
8. Stephen Lynch (D)
9. William R. Keating (D)
Michigan
1. Jack Bergman (R)
2. John Moolenaar (R)
3. Hillary Scholten (D)
4. Bill Huizenga (R)
5. Tim Walberg (R)
6. Debbie Dingell (D)
7. Elissa Slotkin (D)
8. Dan Kildee (D)
9. Lisa McClain (R)
10. John James (R)
11. Haley Stevens (D)
12. Rashida Tlaib (D)
13. Shri Thanedar (D)
Minnesota
1. Brad Finstad (R)
2. Angie Craig (D)
3. Dean Phillips (D)
4. Betty McCollum (D)
5. Ilhan Omar (D)
6. Tom Emmer (R)
7. Michelle Fischbach (R)
8. Pete Stauber (R)
Mississippi
1. Trent Kelly (R)
2. Bennie Thompson (D)
3. Michael Guest (R)
4. Mike Ezell (R)
Missouri
1. Cori Bush (D)
2. Ann Wagner (R)
3. Blaine Luetkemeyer (R)
4. Mark Alford (R)
5. Emanuel Cleaver (D)
6. Sam Graves (R)
7. Eric Burlison (R)
8. Jason Smith (R)
Montana
1. Ryan Zinke (R)
2. Matt Rosendale (R)
Nebraska
1. Mike Flood (R)
2. Don Bacon (R)
3. Adrian M. Smith (R)
Nevada
1. Dina Titus (D)
2. Mark Amodei (R)
3. Susie Lee (D)
4. Steven Horsford (D)
New Hampshire
1. Chris Pappas (D)
2. Ann McLane Kuster (D)
New Jersey
1. Donald Norcross (D)
2. Jeff Van Drew (R)
3. Andy Kim (D)
4. Chris Smith (R)
5. Josh Gottheimer (D)
6. Frank Pallone (D)
7. Thomas Kean junior (R)
8. Rob Menendez (D)
9. vakant
10. vakant
11. Mikie Sherrill (D)
12. Bonnie Watson Coleman (D)
New Mexico
1. Melanie Stansbury (D)
2. Gabe Vasquez (D)
3. Teresa Leger Fernandez (D)
New York
1. Nick LaLota (R)
2. Andrew Garbarino (R)
3. Tom Suozzi (D)
4. Anthony D’Esposito (R)
5. Gregory Meeks (D)
6. Grace Meng (D)
7. Nydia Velázquez (D)
8. Hakeem Jeffries (D)
9. Yvette Clarke (D)
10. Dan Goldman (D)
11. Nicole Malliotakis (R)
12. Jerry Nadler (D)
13. Adriano Espaillat (D)
14. Alexandria Ocasio-Cortez (D)
15. Ritchie Torres (D)
16. Jamaal Bowman (D)
17. Mike Lawler (R)
18. Pat Ryan (D)
19. Marc Molinaro (R)
20. Paul Tonko (D)
21. Elise Stefanik (R)
22. Brandon Williams (R)
23. Nick Langworthy (R)
24. Claudia Tenney (R)
25. Joseph D. Morelle (D)
26. Tim Kennedy (D)
North Carolina
1. Don Davis (D)
2. Deborah Ross (D)
3. Greg Murphy (R)
4. Valerie Foushee (D)
5. Virginia Foxx (R)
6. Kathy Manning (D)
7. David Rouzer (R)
8. Dan Bishop (R)
9. Richard Hudson (R)
10. Patrick McHenry (R)
11. Chuck Edwards (R)
12. Alma Adams (D)
13. Wiley Nickel (D)
14. Jeff Jackson (D)
North Dakota
Kelly Armstrong (R)
Ohio
1. Greg Landsman (D)
2. Brad Wenstrup (R)
3. Joyce Beatty (D)
4. Jim Jordan (R)
5. Bob Latta (R)
6. Michael Rulli (R)
7. Max Miller (R)
8. Warren Davidson (R)
9. Marcy Kaptur (D)
10. Mike Turner (R)
11. Shontel Brown (D)
12. Troy Balderson (R)
13. Emilia Sykes (D)
14. David Joyce (R)
15. Mike Carey (R)
Oklahoma
1. Kevin Hern (R)
2. Josh Brecheen (R)
3. Frank Lucas (R)
4. Tom Cole (R)
5. Stephanie Bice (R)
Oregon
1. Suzanne Bonamici (D)
2. Cliff Bentz (R)
3. Earl Blumenauer (D)
4. Val Hoyle (D)
5. Lori Chavez-DeRemer (R)
6. Andrea Salinas (D)
Pennsylvania
1. Brian Fitzpatrick (R)
2. Brendan Boyle (D)
3. Dwight Evans (D)
4. Madeleine Dean (D)
5. Mary Gay Scanlon (D)
6. Chrissy Houlahan (D)
7. Susan Wild (D)
8. Matt Cartwright (D)
9. Dan Meuser (R)
10. Scott Perry (R)
11. Lloyd Smucker (R)
12. Summer Lee (D)
13. John Joyce (R)
14. Guy Reschenthaler (R)
15. Glenn Thompson (R)
16. Mike Kelly (R)
17. Chris Deluzio (D)
Rhode Island
1. Gabe Amo (D)
2. Seth Magaziner (D)
South Carolina
1. Nancy Mace  (R)
2. Joe Wilson (R)
3. Jeff Duncan (R)
4. William Timmons (R)
5. Ralph Norman (R)
6. Jim Clyburn (D)
7. Russell Fry (R)
South Dakota
Dusty Johnson (R)
Tennessee
1. Diana Harshbarger (R)
2. Tim Burchett (R)
3. Chuck Fleischmann (R)
4. Scott DesJarlais (R)
5. Andy Ogles (R)
6. John Williams Rose (R)
7. Mark E. Green (R)
8. David Kustoff (R)
9. Steve Cohen (D)
Texas
1. Nathaniel Moran (R)
2. Dan Crenshaw (R)
3. Keith Self (R)
4. Pat Fallon (R)
5. Lance Gooden (R)
6. Jake Ellzey (R)
7. Lizzie Fletcher (D)
8. Morgan Luttrell (R)
9. Al Green (D)
10. Michael McCaul (R)
11. August Pfluger (R)
12. Kay Granger (R)
13. Ronny Jackson (R)
14. Randy Weber (R)
15. Monica De La Cruz (R)
16. Veronica Escobar (D)
17. Pete Sessions (R)
18. Sheila Jackson Lee (D)
19. Jodey Arrington (R)
20. Joaquín Castro (D)
21. Chip Roy (R)
22. Troy Nehls (R)
23. Tony Gonzales (R)
24. Beth Van Duyne (R)
25. Roger Williams (R)
26. Michael C. Burgess (R)
27. Michael Cloud (R)
28. Henry Cuellar (D)
29. Sylvia Garcia (D)
30. Jasmine Crockett (D)
31. John Carter (R)
32. Colin Allred (D)
33. Marc Veasey (D)
34. Vicente Gonzalez (D)
35. Greg Casar (D)
36. Brian Babin (R)
37. Lloyd Doggett (D)
38. Wesley Hunt (R)
Utah
1. Blake Moore (R)
2. Celeste Maloy (R)
3. John R. Curtis (R)
4. Burgess Owens (R)
Vermont
Becca Balint (D)
Virginia
1. Rob Wittman (R)
2. Jen Kiggans (R)
3. Bobby Scott (D)
4. Jennifer McClellan (D)
5. Bob Good (R)
6. Ben Cline (R)
7. Abigail Spanberger (D)
8. Don Beyer (D)
9. Morgan Griffith (R)
10. Jennifer Wexton (D)
11. Gerry Connolly (D)
Washington
1. Suzan DelBene (D)
2. Rick Larsen (D)
3. Marie Gluesenkamp Perez (D)
4. Dan Newhouse (R)
5. Cathy McMorris Rodgers (R)
6. Derek Kilmer (D)
7. Pramila Jayapal (D)
8. Kim Schrier (D)
9. Adam Smith (D)
10. Marilyn Strickland (D)
West Virginia
1. Carol Miller (R)
2. Alex Mooney (R)
Wisconsin
1. Bryan Steil (R)
2. Mark Pocan (D)
3. Derrick Van Orden (R)
4. Gwen Moore (D)
5. Scott L. Fitzgerald (R)
6. Glenn Grothman (R)
7. Tom Tiffany (R)
8. Tony Wied (R)
Wyoming
Harriet Hageman (R)

## Nicht stimmberechtigte Abgeordnete
Im Repräsentantenhaus sitzen insgesamt sechs nicht stimmberechtigte Delegierte aus den amerikanischen Territorien und dem Bundesdistrikt.
Amerikanisch-Samoa
- Amata Coleman Radewagen (R)

District of Columbia
- Eleanor Holmes Norton (D)

Guam
- James Moylan (R)

Puerto Rico
- Jenniffer González (R und PNP)

Amerikanische Jungferninseln
- Stacey Plaskett (D)

Nördliche Marianen
- Gregorio Sablan (I)